# I-80
I-80 (Interstate 80) — межштатная автомагистраль в Соединённых Штатах Америки, длиной 2899,3 миль (4666,36 км), проходит через всю территорию США с востока на запад, от Сан-Франциско до Тинека (Нью-Джерси). Вторая по протяженности межштатная магистраль в США (после I-90). Пересекает штаты Калифорния, Невада, Юта, Вайоминг, Небраска, Айова, Иллинойс, Индиана, Огайо, Пенсильвания, Нью-Джерси.